# Цар скорпіонів 3
«Цар скорпіонів 3: Книга мертвих» (The Scorpion King 3: Battle for Redemption, дослівний переклад — «Битва за спокутування») — пригодницький фільм 2012 року, шостий у серії фільмів «Мумія» від студії «Universal».* Сиквел фільму «Цар скорпіонів», який є сиквелом картини «Мумія повертається», який є сиквелом фільму «Мумія (фільм, 1999)», який, у свою чергу, є ремейком фільму «Мумія (фільм, 1932)». Фільм розповідає про подальші пригоди Матаєса, майбутнього царя скорпіонів. Віктор Вебстер замінив Майкла Копона в головній ролі. Не рекомендується для перегляду дітям до 13-ти років.
Робочі підзаголовки картини : «Повстання мерців» (англ. The Rise Of The Dead) і «Книга мертвих» (англ. The Book Of The Dead).

## Сюжет
Через роки після того, як Матаюс зробив пророцтво про те, що його мирне королівство не триватиме вічно, Кассандра помирає. Матаюс дозволяє своєму королівству розпастися після смертельної чуми, яка забрала життя його дружини, і вважає, що його шляхетному правлінню прийшов кінець. Матай знову стає найманцем, як і до війни з Мемноном.
Талус - молодший брат Гора, могутнього царя Єгипту; Талус хоче завоювати царство свого брата, оскільки Гор став царем над ним. Для цього Талус зі своїм військом вирушає на Далекий Схід, щоб викрасти Книгу Мертвих у Рамусана, царя і союзника Гора. Щоб зупинити Талуса, Гор наймає Матаюса і об'єднує його з тевтонським воїном Олафом.
Талус викрадає дочку Рамусана, Сільду. Рамусан каже Матаюсу, що якщо той врятує доньку, то отримає право одружитися з нею і знову заснувати королівство. Перш ніж Матаюсу вдається врятувати Сільду, її забирає армія ніндзі таємничої «Кобри». Талус наймає Матаюса та Олафа, щоб вони повернули принцесу, а також голову Кобри. Вони опиняються в таборі вигнанців, який очолює Кобра, що виявляється самою Сільдою.
Талус прибуває до палацу Рамусана і забирає Книгу Мертвих, поранивши при цьому Рамусана. З її допомогою він оживляє загиблих воїнів Зулу Кондо, Агромаеля і Цукаї. Щоб перевірити їхню силу, Талус наказує їм убити його найкращих воїнів, що вони з легкістю виконують. Тсукай і Зулу Кондо отримують наказ напасти на табір вигнанців. Спільними зусиллями ніндзя Матаюса, Олафа та Сільди вдається перемогти Зулуса Кондо в бою. Однак Цукаю вдається втекти.
Матаюс і Олаф повертаються до палацу Рамусана, який тепер є штаб-квартирою Талуса. Вони вдають, що врятували Сільду, і дарують відрубану голову, яка нібито належить Кобрі. Талус все ще має намір одружитися з Сільдою і відводить її до своїх спальних покоїв. Матаюс нападає на Талуса, якого рятує вчасне втручання Цукаї. Матаюс переслідує Талуса, а Сільда стикається з Цукаєм. У той же час Олаф намагається дістати Книгу Мертвих, але змушений битися з Аґромаелем. Ніндзя зупиняють Талуса, а Матаюс якимось чином знаходить хворого Рамусана, і разом вони використовують Книгу Мертвих, щоб завадити Цукаю та Агромаелю вбити Сільду та Олафа відповідно.
Коли Рамузан помирає на руках у своєї доньки, а Талус залишається сам на сам з гнівом ніндзя, Цукай і Агромаель схиляються перед Матаюсом як перед новим правителем королівств Рамузана і Талуса. Коли Гор прибуває до міської брами, його зустрічає Матаюс, який знову одягнув мантію Царя-Скорпіона.

## У ролях[2]
| Актор            | Роль                       |
| ---------------- | -------------------------- |
| Віктор Вебстер   | Матаюс / Король Скорпіонів |
| Селина Ло        | Цукай                      |
| Біллі Зейн       | Король Талус               |
| Темуера Моррісон | Король Рамусан             |
| Рон Перлман      | Хорус                      |
| Батиста          | Агромаил                   |
| Кимбо Слайс      | Зулу Кондо                 |
| Бостин Крістофер | Олаф                       |
| Кристел Ви       | Принцеса Сильда            |

## Прем'єра
Прем'єра фільму відбулася 10 січня 2012 року. Як і попередня частина, картина вийшла відразу на DVD. Американське видання включало наступні бонуси:
- * Документальний фільм «Swords and Scorpions»
- * Фільм про підготовку до битви
- * Видалені і розширені сцени
- * Альтернативні кадри
- * Невдалі дублі
- * Коментарі режисера